# Dongxiafeng
Dongxiafeng (in cinese 东下冯遗址/東下馮遺址, Dōngxiàféng yízhǐ, cioè il Sito di Dongxiafeng) è un sito archeologico dell'Età del Bronzo prevalentemente della cultura di Erlitou nel periodo delle dinastie Xia e Shang.
Si trova a nord-est del villaggio di Dongxiafeng (东下冯村, Dongxiafencun) nel distretto Xia (夏县, Xiaxian), provincia di Shanxi, Cina.
Datato al periodo tra il 1900 e il 1500 a.C., esso fu scavato nel 1974.
Fra i reperti trovati vi sono edifici residenziali, forni per la cottura della ceramica, tombe, nonché attrezzature di pietra, osso, argilla e bronzo. 
Vi si trovò anche uno strumento musicale bianqing (campane di pietra), che era suonato mentre era appeso e che è il più antico oggi noto.
Le ceramiche scavate sono sostanzialmente identiche a quelle della cultura di Erlitou dello Henan occidentale, ma ci sono anche alcune differenze, cosicché esse si definiscono del tipo Dongxiafeng della cultura di Erlitou (二里头文化东下冯类, Èrlǐtóu Wénhuà Dōngxiàféng lèixíng).
La loro scoperta riveste un importante significato scientifico per lo studio della cultura di Erlitou e della cultura Xia nel sud dello Shanxi.
Il sito di Dongxiafeng (东下冯遗址, Dongxiafeng yizhi) fu inserito nel 2001 nella lista dei monumenti della Repubblica Popolare Cinese.